# ترانزامریکا پیرامید
ترانزامریکا پیرامید، (به انگلیسی: Transamerica Pyramid) آسمان‌خراش ۴۸ طبقه به ارتفاع ۲۶۰ متر، با کاربری اداری-تجاری است، که در شهر سان فرانسیسکو، کالیفرنیا مستقر می‌باشد. پروژه ساخت این ساختمان در سال ۱۹۶۹ آغاز شد و در سال ۱۹۷۲ تکمیل و افتتاح گردید.